# Spiroplasma helicoides
Spiroplasma helicoides è una specie di batterio appartenente alla famiglia delle Spiroplasmataceae.